# Robert Millar (Fußballspieler)
Robert „Bob“ Millar (die FIFA führt ihn auf ihrer offiziellen Internetseite unter der Schreibweise Bob Miller) (* 12. Mai 1890 in Paisley, Schottland; † 22. Februar 1967 in Staten Island, USA) war ein US-amerikanischer Fußballspieler und -trainer schottischer Abstammung.

## Vereinskarriere
Millar war auf Vereinsebene von 1909 bis 1929 für zahlreiche Mannschaften aktiv. Begonnen hatte er seine Karriere noch in seinem Geburtsland Schottland bei FC St. Mirren, das er 1911 in Richtung seiner neuen Heimat verließ. 

## Nationalmannschaft
Der Stürmer gehörte auch der Fußballnationalmannschaft der Vereinigten Staaten an. Für diese absolvierte er 1925 zwei Länderspiele, in denen jeweils Kanada der Gegner war.

## Trainer
Nach seiner aktiven Karriere war er als Trainer tätig und betreute unter anderem die US-Nationalmannschaft bei der ersten Fußball-Weltmeisterschaft 1930.
Millar wurde 1950 in die National Soccer Hall of Fame aufgenommen.